# Commission électorale de la république de Serbie
La Commission électorale de la république de Serbie (anglais : "Republic Electoral Commission", serbe : Републичка изборна комисија) est une organisation gouvernementale serbienne, indépendante et autonome selon la Constitution, chargée d'assurer le bon déroulement des élections.

## Fonctionnement

### Rôles
- Examiner des questions particulières de son champ d'activité
- Préparer des projets de règlements
- Préparer des rapports et d'autres documents
- Entreprendre certaines activités électorales

### Composition
La commission électorale de la Serbie est composée de :
- Président
- 16 membres
- Un représentant de l'Office statistique de la république de Serbie
- Secrétaire

### Élection des membres de la commission
Le Président et les 16 membres sont nommés par l'Assemblée nationale pour un mandat de quatre ans, sur proposition des groupes parlementaires de l'Assemblée nationale.
Le président et les membres d'un bureau de vote ont leurs suppléants/suppléants, ces derniers ont les mêmes droits et responsabilités que les membres qu'ils remplacent.
Le président, les membres de la Commission électorale de la république de Serbie et leurs adjoints/suppléants doivent être licenciés en droit.
Le secrétaire de la commission de la république est nommé par l'Assemblée nationale dans les rangs des experts employés par son service, il participe aux travaux de la commission sans droit de décision.
Le représentant de l'office statistique de la république de Serbie participe aux travaux de la Commission sans droit de décision.